# Futbol Club Barcelona Bàsquet 2008-2009
Questa voce raccoglie le informazioni riguardanti il Futbol Club Barcelona Bàsquet nelle competizioni ufficiali della stagione 2008-2009.

## Stagione
La stagione 2008-2009 del Futbol Club Barcelona Bàsquet è la 51ª nel massimo campionato spagnolo di pallacanestro, la Liga ACB.

## Roster
Aggiornato al 14 luglio 2018.
| FC Barcelona Regal 2008-09 | FC Barcelona Regal 2008-09 |
| Giocatori                  | Staff tecnico              |
| -------------------------- | -------------------------- |

| N. | Naz.                                        | Ruolo | Nome                | Anno | Alt.   | Peso   |  |
| -- | ------------------------------------------- | ----- | ------------------- | ---- | ------ | ------ |  |
| 5  | Italia (bandiera)                           | G     | Gianluca Basile     | 1975 | 192 cm | 90 kg  |  |
| 6  | Stati Uniti (bandiera)                      | P     | Andre Barrett       | 1982 | 178 cm | 78 kg  |  |
| 8  | Spagna (bandiera)                           | AG    | Jordi Trias         | 1980 | 206 cm | 105 kg |  |
| 9  | Rep. Ceca (bandiera)                        | AP    | Luboš Bartoň        | 1980 | 202 cm | 100 kg |  |
| 10 | Slovenia (bandiera)                         | P     | Jaka Lakovič        | 1978 | 186 cm | 84 kg  |  |
| 11 | Spagna (bandiera)                           | G     | Juan Carlos Navarro | 1980 | 192 cm | 82 kg  |  |
| 13 | Australia (bandiera) · Danimarca (bandiera) | C     | David Andersen      | 1980 | 212 cm | 110 kg |  |
| 14 | Spagna (bandiera)                           | AC    | Xavi Rey            | 1987 | 202 cm | 104 kg |  |
| 17 | Spagna (bandiera)                           | C     | Fran Vázquez        | 1983 | 209 cm | 105 kg |  |
| 19 | Senegal (bandiera) · Spagna (bandiera)      | C     | Mamadou Samb        | 1989 | 206 cm | 98 kg  |  |
| 20 | Bosnia ed Erzegovina (bandiera)             | GA    | Nihad Đedović       | 1990 | 199 cm | 86 kg  |  |
| 21 | Turchia (bandiera)                          | A     | Ersan İlyasova      | 1987 | 207 cm | 106 kg |  |
| 22 | Spagna (bandiera)                           | AP    | Xavi Rabaseda       | 1989 | 198 cm | 90 kg  |  |
| 24 | Spagna (bandiera)                           | P     | Víctor Sada         | 1984 | 193 cm | 90 kg  |  |
| 25 | Porto Rico (bandiera)                       | C     | Daniel Santiago     | 1976 | 216 cm | 120 kg |  |
| 44 | Spagna (bandiera)                           | G     | Roger Grimau (C)    | 1978 | 196 cm | 92 kg  |  |

| Allenatore                                                                                 |
| - Xavi Pascual                                                                             |
| Assistente/i                                                                               |
| - Josep Maria Berrocal - Agustí Julbe Legenda - (C) Capitano - (IN) Inattivo - Infortunato |

## Mercato

### Sessione estiva
| Acquisti | Acquisti            | Acquisti          | Acquisti                  | Acquisti |
| R.a      | Nome                | da                | Modalità                  |          |
| -------- | ------------------- | ----------------- | ------------------------- | -------- |
| P        | Andre Barrett       | Austin Toros      | definitivo                |          |
| AP       | Luboš Bartoň        | Saski Baskonia    | definitivo                |          |
| G        | Juan Carlos Navarro | Memphis Grizzlies | definitivo (10 milioni €) |          |
| C        | David Andersen      | CSKA Mosca        | definitivo                |          |
| P        | Víctor Sada         | S. Josep Girona   | definitivo                |          |
| C        | Daniel Santiago     | Málaga            | definitivo                |          |
| C        | Xavi Rey            | Manresa           | fine prestito             |          |

| Cessioni | Cessioni             | Cessioni        | Cessioni       | Cessioni |
| R.       | Nome                 | a               | Modalità       |          |
| -------- | -------------------- | --------------- | -------------- | -------- |
| P        | Juan Ignacio Sánchez | Real Madrid     | fine contratto |          |
| C        | Mario Kasun          | Efes Pilsen     | rescissione    |          |
| G        | Alex Acker           | Detroit Pistons | fine contratto |          |
| C        | Denis Marconato      | San Sebastián   | fine contratto |          |
| C        | Albert Moncasi       | Gran Canaria    | fine contratto |          |
| G        | Gary Neal            | Pall. Treviso   | fine contratto |          |
| P        | Álex Hernández       | Cornellà        | fine contratto |          |

### Dopo l'inizio della stagione
| Acquisti | Acquisti | Acquisti | Acquisti | Acquisti |
| R.       | Nome     | da       | Data     | Modalità |
| -------- | -------- | -------- | -------- | -------- |

| Cessioni | Cessioni | Cessioni | Cessioni        | Cessioni    |
| R.       | Nome     | a        | Data            | Modalità    |
| -------- | -------- | -------- | --------------- | ----------- |
| AC       | Xavi Rey | Siviglia | 15 gennaio 2009 | rescissione |